# Добшина

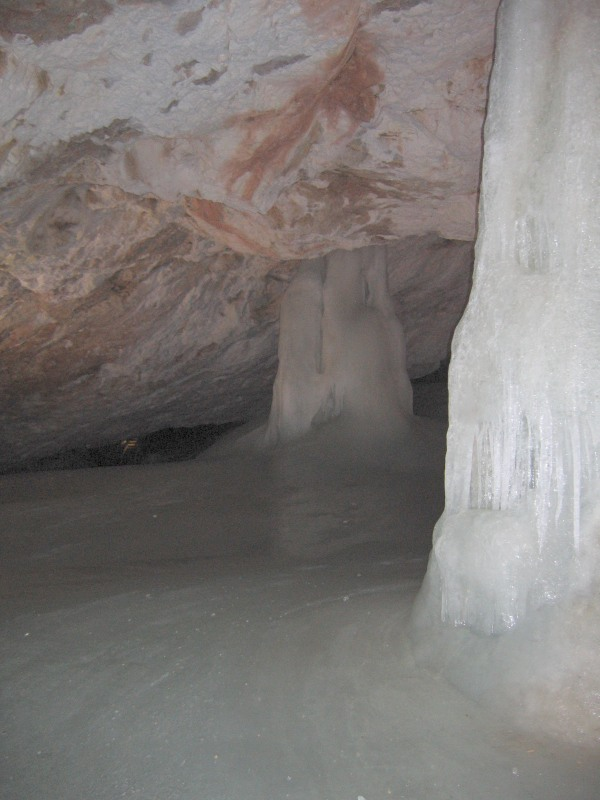
Добшинская ледяная пещера

До́бшина (словац. Dobšiná, нем. Dobschau, венг. Dobsina) — город в восточной Словакии, расположенный у подножья Словацких Рудных гор). Население — 5707 человек (31.12.2020).

## История
Добшина была основана в XIV веке, когда Словакия чаще именовалась Горной Венгрией. Впервые упоминается в 1320 году. На тот момент Добшина принадлежала роду Бебековцев (Bebekovci, Bubekovci), утвердившемуся в Кошицком крае с 1243 года. Местные шахтёры — по преимуществу, этнические немцы (саксонцы) — начиная с 1326 года добывали железную руду. В 1417 году Добшина, получившая от короля Сигизмунда Люксембурга право проводить ярмарки, стала неофициальной столицей карпатских немцев. С конца XV века Добшина уже упоминается как город. В 1584 году город и предместья сожгли турки.
В XVI веке в Добшине начинают плавить железо, медь, золото и серебро, добытые в местных шахтах. В 1633 г. в Добшине был организован кузнечный цех.
В 1743 г. в этом городе была заключена Добшинская церковная коалиция: представители немецкой, венгерской и словацкой лютеранских общин договорились между собой о ротации поста суперинтенданта Евангелическо-лютеранской церкви Горной Венгрии (Словакии).
В 1862—1884 гг. здесь добывалась руда висмута. В конце XIX века в окрестностях Добшины нашли никель и кобальт. На переломе XIX—XX века экономическая ситуация в городе ухудшается и начинается массовая эмиграция жителей в Северную Америку.
Добшина — родина выдающегося лингвиста, д-ра Дьюлы Люкса (Dr. Lux Gyula, 1884—1957), карпатского немца.
Во время Второй мировой войны в Добшине активно действовали коммунистические партизаны, терроризировавшие мирное население. В конце войны многие немцы и венгры из Добшины пытались бежать в Германию. Удалось не всем. 17 июня 1945 года в городе Пршеров произошла массовая расправа, известная под названием Пршеровский расстрел. Подразделением чехословацкой контрразведки был остановлен поезд с немецкими беженцами. От рук чешских карателей погибли 265 человек, в том числе 71 мужчина, 120 женщин и 75 детей (многие были похоронены заживо). В основном — уроженцы Добшины. Командовал расстрелом Кароль Пазур. Ни он, ни его подчинённые не были привлечены к ответственности. При коммунистической власти ЧССР Пршеровский расстрел являлся государственной тайной.

## Население
| Год:                | 1994 | 2004    | 2014     | 2024    |
| ------------------- | ---- | ------- | -------- | ------- |
| Количество человек: | 4695 | 5103    | 5671     | 5169    |
| Разница:            |      | +8,69 % | +11,13 % | −8,85 % |

## Достопримечательности
- Лютеранская кирха
- Объект ЮНЕСКО — Добшинская ледовая пещера, одна из пещер Словацкого Карста

## Города-побратимы
- Rudabánya[вд], Венгрия
- Кобюр[вд], Польша
- Тайстунген, Германия
- Шайосентпетер, Венгрия
- Штернберк, Чехия